# Mukerian
Mukerian é uma cidade  no distrito de Hoshiarpur, no estado indiano de Punjab.

## Geografia
Mukerian está localizada a 31° 57′ N, 75° 37′ L. Tem uma altitude média de 245 metros (803 pés).

## Demografia
Segundo o censo de 2001, Mukerian tinha uma população de 21,379 habitantes. Os indivíduos do sexo masculino constituem 52% da população e os do sexo feminino 48%. Mukerian tem uma taxa de literacia de 77%, superior à média nacional de 59.5%: a literacia no sexo masculino é de 80% e no sexo feminino é de 74%. Em Mukerian, 11% da população está abaixo dos 6 anos de idade.